# Porte-Saint-Denis
Porte-Saint-Denis è il 38º quartiere amministrativo di Parigi, situato nel X arrondissement.
Dal 1860, il quartiere è delimitato dal Boulevard de Bonne-Nouvelle a sud, dal Boulevard de Magenta a nord, dalla Rue du Faubourg-Poisonnière a ovest e dal Boulevard de Strasbourg a est.
Il toponimo deriva dalla presenza della Porta di Saint Denis, un arco di trionfo costruito del 1672, dall'architetto François Blondel, in onore del re Luigi XIV.

## Evoluzione demografica
| Anno | Popolazione (ab) | Densità (ab/km2) |
| ---- | ---------------- | ---------------- |
| 1954 | 24.932           | 52.822           |
| 1962 | 23.874           | 50.581           |
| 1968 | 20.958           | 44.403           |
| 1975 | 17.070           | 36.165           |
| 1982 | 14.940           | 31.653           |
| 1990 | 14.842           | 31.445           |
| 1999 | 15.066           | 31.919           |